# 阿穆特湖
阿穆特湖是俄羅斯的湖泊，由哈巴羅夫斯克邊疆區負責管轄，距離阿穆爾河畔共青城約60公里，海拔高度761.5米，最大水深12.5米，湖水溫度3至6攝氏度。